# Maria Petre
Maria Petre (ur. 15 sierpnia 1951 w Grindu) – rumuńska polityk, senator, w latach 2007–2009 posłanka do Parlamentu Europejskiego.

## Życiorys
Ukończyła studia w Akademii Studiów Ekonomicznych w Bukareszcie, specjalizowała się następnie w zakresie rachunkowości. Pracowała w administracji okręgu Jałomica, była też radną powiatową. W okresie przemian politycznych zaangażowała się w działalność Frontu Ocalenia Narodowego, a następnie Partii Demokratycznej. W 2000 i 2004 była wybierana w skład rumuńskiego Senatu, pełniła funkcję przewodniczącej frakcji parlamentarnej.
Była obserwatorem w Europarlamencie. 1 stycznia 2007 objęła mandat deputowanej do Parlamentu Europejskiego, utrzymała go także w wyborach powszechnych w tym samym roku, odchodząc w konsekwencji z Senatu. W PE była członkinią grupy chadeckiej oraz Komisji Rozwoju Regionalnego. Kadencję zakończyła 13 lipca 2009. Zrezygnowała z ubiegania się o reelekcję po uzyskaniu niskiego miejsca na liście wyborczej.